# Abavorana luctuosa
Abavorana luctuosa, hay ếch Malaysia, ếch tím, là một loài động vật lưỡng cư thuộc họ Ếch nhái. Loài này được tìm thấy ở Bán đảo Mã Lai (Malaysia và cực nam Thái Lan) và Borneo (Indonesia, Malaysia). Loài này trước đây được xếp vào chi Hylarana.